# Nero Wolfe e il "suo" cadavere
Nero Wolfe e il "suo" cadavere (titolo originale Too Many Detectives), pubblicato in Italia anche con il titolo "Nero Wolfe Dietro le Sbarre" è la ventiseiesima novella gialla di Rex Stout con Nero Wolfe protagonista.

## Storia editoriale
Il racconto fu pubblicato per la prima volta il 14 settembre 1956 sulla rivista Collier's Magazine e in formato libro nella raccolta Three for the Chair nel 1957.

## Trama
Nero Wolfe ed altri noti investigatori sono indagati per via dello scandalo delle intercettazioni. Un losco individuo che lo accusa di avere eseguito intercettazioni telefoniche illegali viene assassinato subito prima di essere messo a confronto con Wolfe. Sospettato di omicidio dalla polizia di Albany e costretto a rimanere in città, l'investigatore fa svolgere indagini dai suoi colleghi di New York e smaschera l'assassino.

### Personaggi principali
- Nero Wolfe: investigatore privato
- Archie Goodwin: assistente di Nero Wolfe e narratore di tutte le storie
- Theodolinda (Dol) Bonner, Sally Colt, Jay Kerr, Harland Ide, Steve Amsel: investigatori privati
- William Donahue: la vittima
- Albert Hyatt: sostituto del vice governatore
- Leo Groom: capo della polizia di Albany

## Critica
"Wolfe e Archie sono convocati ad Albany, insieme con altri investigatori privati, da politici altolocati di New York, per essere interrogati nell'ambito di una vasta indagine sulle intercettazioni telefoniche. I nostri eroi si mescolano con diversi dei loro concorrenti e principalmente con un altro duo di detective di Stout: Dol Bonner e la sua assistente Sally Colt. Non passa molto prima che un potenziale testimone venga assassinato in una stanza che dà sullo stesso corridoio della sala dove i detectives sono riuniti. Tutti gli investigatori diventano dei sospetti, ma solo Wolfe e Archie sono arrestati. Mentre è fuori su cauzione, Wolfe mobilita i suoi colleghi e, con il loro aiuto, smaschera l'assassino. La trama è complessa, con indizi leali, e ricorda lo stile di Ellery Queen."
"Stout riutilizzò alcuni dei suoi detective delle storie senza Wolfe di prima della guerra, come l'investigatrice privata Dol Bonner, ed Alphabet Hicks, includendo la prima nella sua serie su Nero Wolfe. Too Many Detectives include Bonner, un'aggiunta attraente. La storia ha un approccio alla Ellery Queen per quanto riguarda l'enigma, completa di tratti alla EQ quali un finale deduttivo, la soluzione che emerge da un'approfondita indagine sulle circostanze, la soluzione che si focalizza su cosa i personaggi potevano sapere o non sapere (come in The French Powder Mystery di EQ), una trama il cui schema presenta diversi echi e ripetizioni surrealiste. Persino la scelta del colpevole è nella tradizione di Queen. Ma lo stile e la narrativa di questo racconto sono farina del sacco di Stout."

## Edizioni
- Rex Stout, Nero Wolfe in l'invulnerabile, traduzione di Laura Grimaldi, collana I romanzi brevi di Rex Stout (n. 9), Arnoldo Mondadori Editore, 1983,  p. 206.